# Бабаєвська
Баба́євська (рос. Бабаевская) — присілок у складі Лузького району Кіровської області, Росія. Входить до складу Папуловського сільського поселення.
Населення становить 3 особи (2010, 9 у 2002).
Національний склад станом на 2002 рік — росіяни 100 %.